# Ґайдіс Зейботс
Ґайдіс Зейботс (латис. Gaidis Andrejs Zeibots; *26 червня 1945, Валкський район) — віце-адмірал (2004) ВМС Латвії, головнокомандувач НЗС Латвії з 2003 по 2006. Перший командир Військово-морських сил Латвії. Учасник проекту створення військово-морської ескадри «балтійська військово-морська ескадра» країн Балтії. Кавалер Ордена Трьох зірок.

## Біографія
Народився в 1945 в Гауйені, в сім'ї Марти і Юлія Зейботса. Виховувався вітчимом Едуардом Пайкенсом. Був всебічно розвинений, мав хороші здібності не тільки в техніці, а й у музиці. Вітчима, після відкриття ним власної автомайстерні, засудили на п'ять років ув'язнення як «капіталіста».
Навчався в середній школі в Гауйені і два роки провчився в музичній школі в Смілтене. Був одним з найкращих учнів у своїй школі.

## Освіта
- 1969 — Вища академія радіоелектроніки ВМС.
- 1980 — Ленінградська морська академія.
- 1987 — Ленінградська академія транспорту і постачання армії і флоту.
- 1999 — Військово-армійський коледж США.

## Кар'єра
- 1969-1970 — начальник радіотехнічної служби фрегата Таллінської військово-морської бази;
- 1970-1972 — начальник радіотехнічної служби фрегата Лієпайської військово-морської бази;
- 1973-1975 — старший помічник командира фрегата;
- 1976-1978 — командир фрегата;
- 1980-1985 — заступник, начальник штабу дивізії ракетних кораблів (Балтійськ);
- 1985-1988 — заступник командира Лієпайської військово-морської бази;
- 1988-1991 — командир дивізіону військових кораблів (Гдиня, Польща);
- 1992-1999 — начальник управління Морських Сил Латвії, командир морських Сил Національних Збройних Сил Латвії;
- 2000-2001 — виконавчий секретар Міністерства оборони Латвії з питань інтеграції в НАТО;
- 2001-2003 — заступник командувача Національними Збройними Силами Латвії;
- 2003-2006 — командувач Національними Збройними Силами Латвії.

## Нагороди
- Орден Трьох зірок (1997)
- Лицарський орден Короля Норвегії (1998)
- Орден Великого князя Литовського Гедиміна (2001)
- Дві медалі Міністерства оборони (медаль Національних Збройних Сил і медаль Морських Сил Латвії).